# Ốc gạo
Ốc gạo (Danh pháp khoa học: Assiminea lutea) là một loài động vật thuộc họ ốc phân bố ở khắp miền Đồng bằng sông Cửu Long của Việt Nam và tập trung ở một số vùng như cù lao Tân Phong thuộc Tiền Giang, cồn Phú Đa thuộc huyện Chợ Lách tỉnh Bến Tre, Sa Đéc ở vùng Đồng Tháp, Cần Thơ, ốc gạo sinh sản nhiều lưu vực sông Cồn Bầu, Cồn Tre, Cồn Tròn, Ba Rái. Ốc gạo nổi tiếng nhất là ốc gạo Phú Đa trên dòng Cổ Chiên, đoạn qua xã Vĩnh Bình, huyện Chợ Lách.

## Đặc điểm sinh học
Ốc gạo sống ở vùng nước lợ, sống ở vùng đáy sông, có vỏ trắng xanh, xoáy tròn, phía sau ốc có phần chóp nhọn, ốc lớn bằng đầu ngón tay, khi trưởng thành ốc gạo lớn bằng hột mít, những con ốc nhỏ bằng đầu ngón tay út có vỏ ngũ sắc sáng lóng lánh, vỏ ốc sạch, ánh lên màu trắng pha hồng. Khi nấu chín dưới yếm hiện ra một cục mỡ nhỏ như hạt gạo.
Khi nước chảy thì ốc gạo vùi mình vào đất, khi nước đứng thì ngoi đầu bò ra kiếm các phiêu sinh vật để ăn. ốc gạo ở Cồn Tre sống ở vùng cát sa nên ốc to, vỏ màu xanh ngọc, ruột đầy. Trong ruột của giống ốc này thường có nhiều con nhỏ như hạt gạo, nhất là mùa sinh sản ốc càng béo, ngọt, khi nhai giòn rụm. Loài ốc gạo ngon và lành hơn những ốc khác ở chỗ không có nhớt. Ốc gạo thịt trắng đục, béo thơm thịt ốc có vị ngọt, giòn có hương thơm. Ốc gạo tuy nhỏ nhưng thịt thơm, ngon, ốc gạo ngon nhất là vào thời điểm tháng Năm (âm lịch), con mập, thịt béo và giòn.

## Tập tính
Thông thường, ốc gạo sinh sản vào tháng 7 năm trước và trưởng thành từ tháng Ba, tháng 4 năm sau. Hàng năm cứ vào tháng 4 - 5 âm lịch là ốc gạo sinh sôi, con ốc gạo đủ độ trưởng thành, mập nhất, ngon nhất rơi vào mùng 5 tháng 5. Ốc gạo đẻ vào khoảng tháng 7 âm lịch năm trước. Qua năm sau, vào khoảng tháng 4, tháng 5 âm lịch là đến mùa thu hoạch. Ốc gạo là loài không ở một chỗ, càng về cuối mùa chúng di chuyển dần về phía Nam.

## Trong ẩm thực
Theo truyền thuyết, có tên gọi ốc gạo vì dân nghèo ở vùng đồng bằng sông Cửu Long tin rằng được trời đất phù hộ cho thứ ốc ngon, họ ngược xuôi trên sông nước bắt ốc đổi gạo nuôi con, nuôi thân. Trong ẩm thực, ốc gạo là nguyên liệu dùng để chế biến nhiều món ăn ngon như ốc gạo xào dừa, ốc gạo xào sả ớt, làm nhân bánh xèo, nấu lẩu mắm, luộc chấm nước mắm tỏi ớt, gỏi ốc gạo trộn với dừa nạo, gỏi ốc gạo chuối cây....và Bánh xèo ốc gạo